# Homberg (Siegerland)
Der Homberg ist ein 451,4 m hoher Berg im südlichen Siegerland im Kreis Siegen-Wittgenstein in Nordrhein-Westfalen.
Der Berggipfel liegt etwa 880 m nordwestlich des alten Obersdorfer Ortskerns und nur etwa 300 m westlich des nordwestlichen Ortsrandes. Der Berg ist Teil des Gebirges, das zwischen Leimbachtal im Norden und Obersdorftal im Süden die Grenze zwischen den Gemarkungen Obersdorf und Eisern bzw. der Gemeinde Wilnsdorf und der Stadt Siegen bildet.
Etwa 2 km westlich liegt mit der 482,3 m hohen Eisernhardt der höchste Nachbarberg der Umgebung. Weitere Berge in der Umgebung sind der Dillberg ca. 1 km südlich, mit einer Höhe von 405,9 m oder ein namenloser Gipfel etwa 600 m östlich des Homberges. Dieser ist 455,3 m hoch und ist vom Gipfel aus nach Süden hin von der Ortschaft Obersdorf bebaut. Im Norden entspringen einige Zuflüsse des Leimbachs, der weiter nordwestlich nach Siegen fließt. Am südöstlichen Berghang entspringt die Obersdorf, die südlich am Berg vorbeifließt und in Eisern in den Eisernbach mündet.
Östlich verläuft die Bundesstraße 54 vorbei, südlich die davon abzweigende Landstraße 909, sowie die L 562, die von Eisern durch das Leimbachtal nach Siegen führt und auch an die Autobahn 45 angebunden ist, die etwa 1,5 km südlich des Berges verläuft.
An den Berghängen lagen die Gruben Aurora, Prinz Friedrich und Silberquelle. Dabei war die Grube Prinz Friederich die größte Grube. Der Betrieb wurde 1903 eingestellt. Ihre größte Förderung hatte die Grube 1872 mit 3145 t Eisenstein. Genutzt wurde auch der Silberqueller Erbstollen im Obersdorftal durch einen Flügelort. Die Grube Silberquelle war bis 1911 in Betrieb und gehörte zu Eisernhardter Tiefbau. 1885 förderte die Grube 6114 t Eisenerz, 11 t Zinkerz und 41 t Bleierz. Der 1874 angelegte Schacht war 180 m tief und mit einer Zwillingsdampfmaschine ausgestattet.